# Atletas Individuales Neutrales en los Juegos Olímpicos de París 2024
Atletas Individuales Neutrales (AIN; en francés: Athlètes individuels neutres, en inglés: Individual Neutral Athletes) es la denominación que el Comité Olímpico Internacional (COI) adoptó para permitir la participación en los Juegos Olímpicos de París 2024 de aquellos atletas de nacionalidad rusa y bielorrusa que cumplieron los requisitos impuestos después de la suspensión del Comité Olímpico Ruso y del Comité Olímpico Bielorruso. Los atletas compitieron con un uniforme neutral, sin ninguna mención a su país, y bajo el acrónimo «AIN» y una bandera e himno neutrales.
En total fueron aceptados 32 deportistas (15 rusos y 17 bielorrusos).

## Contexto

Logotipo de los Atletas Individuales Neutrales en París 2024

El 28 de febrero de 2022 el COI anunció la recomendación de no permitir la participación de atletas rusos y bielorrusos en competiciones internacionales debido a la invasión rusa de Ucrania. El 8 de diciembre el COI hizo oficial las condiciones de participación de los atletas con pasaporte ruso o bielorruso en los Juegos de París 2024.

## Medallistas de Bielorrusia
| Nombre                  | Deporte               | Competición              |
| ----------------------- | --------------------- | ------------------------ |
| Oro                     |                       |                          |
| Ivan Litvinovich        | Gimnasia en trampolín | Individual M             |
| Plata                   |                       |                          |
| Viyaleta Bardzilouskaya | Gimnasia en trampolín | Individual F             |
| Yauheni Zalaty          | Remo                  | Scull individual (M1X) M |
| Bronce                  |                       |                          |
| Yauheni Tsijantsou      | Halterofilia          | 102 kg M                 |

## Medallistas de Rusia
| Nombre                         | Deporte | Competición |
| ------------------------------ | ------- | ----------- |
| Plata                          |         |             |
| Mirra Andréyeva Diana Shnaider | Tenis   | Dobles F    |